# Bcl-2–associated X protein
Pour les articles homonymes, voir Bax.
 (juillet 2014).
Améliorez-le ou discutez des points à vérifier. 
La protéine Bcl-2–associated X (Bax) est une protéine pro-apoptotique (dans la majorité des cas) de la famille de Bcl-2. Elle est capable d'induire l'apoptose en se liant avec des copies d'elle-même. Bcl-2 peut inhiber Bax en formant des hétérodimères Bax-Bcl-2 inactifs. Son gène est BAX situé sur le chromosome 19 humain.